# TSR Zwałowisko
TSR Zwałowisko (również TSR Kamieńsk) – telewizyjna stacja retransmisyjna, zlokalizowana jest w powiecie radomszczańskim na Górze Kamieńskiej. Od 19 grudnia 2013 pełni rolę nadajnika multipleksów telewizyjnych.

## Parametry
- Wysokość posadowienia podpory anteny: 387 m n.p.m.[4]
- Wysokość zawieszenia systemów antenowych: TV: 75, 58; Radio: 67, 34, 23 m n.p.t.[4]

## Transmitowane programy[4]

### Programy telewizyjne – cyfrowe[5]
| Nazwa multipleksu | Częstotliwość (MHz) | Kanał | Moc (kW) | Polaryzacja | Charakterystyka promieniowania | Standard nadawania | Kompresja | Data uruchomienia nadajnika |
| ----------------- | ------------------- | ----- | -------- | ----------- | ------------------------------ | ------------------ | --------- | --------------------------- |
| MUX 1             | 674 MHz             | 46    | 15 kW    | pozioma (H) | dookólna (ND)                  | DVB-T2             | HEVC      | 23 maja 2022                |
| MUX 2             | 666 MHz             | 45    | 10 kW    | pozioma (H) | dookólna (ND)                  | DVB-T2             | HEVC      | 23 maja 2022                |
| MUX 3 (Łódź)      | 514 MHz             | 26    | 15 kW    | pozioma (H) | dookólna (ND)                  | DVB-T              | MPEG-4    | 20 maja 2013                |
| MUX 6             | 498 MHz             | 24    | 2,4 kW   | pozioma (H) | dookólna (ND)                  | DVB-T2             | HEVC      | 1 lutego 2023               |
| MUX 8             | 205,5 MHz           | 9     | 5 kW     | pozioma (H) | kierunkowa (D)                 | DVB-T              | MPEG-4    | 28 czerwca 2017             |

Od 16 grudnia 2013 roku do 1 lipca 2022 roku z obiektu emitowany był 3 multipleks lokalny. Jego operatorem pierwotnie była telewizja NTL Radomsko, która została kupiona przez spółkę Michał Winnicki Entertainment 11 września 2019 roku. Przyczyną zakończenia emisji z obiektu było zakończenie współpracy operatora multipleksu ze spółką Emitel, która jest właścicielem obiektu.

### Programy radiowe
| Lp. | Program          | Właściciel                                            | Częstotliwość | Moc nadajnika | Polaryzacja | Charakterystyka anteny | Uwagi                                                                                          |
| --- | ---------------- | ----------------------------------------------------- | ------------- | ------------- | ----------- | ---------------------- | ---------------------------------------------------------------------------------------------- |
| 1   | Radio Maryja     | Prowincja Warszawska Zgromadzenia O.O. Redemptorystów | 90,2 MHz      | 10 kW         | pionowa     | kierunkowa             | emisję rozpoczęto w czerwcu 2004 roku, miała ona być prowadzona pierwotnie z masztu w Amelinie |
| 2   | Polskie Radio 24 | Informacyjna Agencja Radiowa                          | 102 MHz       | 0,3 kW        | pozioma     | kierunkowa             | emisję rozpoczęto 30 czerwca 2020 roku                                                         |
| 3   | Radio Strefa FM  | Radio Pasmo Piotrków Sp. z o.o.                       | 104,2 MHz     | 0,1 kW        | pionowa     | dookólna               | emisję z masztu rozpoczęto 5 lipca 2016 roku, stacja pierwotnie nadawała z własnego obiektu    |

## Nienadawane analogowe programy telewizyjne
Programy telewizji analogowej wyłączone 20 maja 2013 r.
| Lp. | Program           | Właściciel                            | Częstotliwość | Kanał | Moc ERP nadajnika | Polaryzacja |
| --- | ----------------- | ------------------------------------- | ------------- | ----- | ----------------- | ----------- |
| 1   | TVP Info/TVP Łódź | Telewizja Polska S.A. oddział w Łodzi | 591,25 MHz    | 36    | 0,05 kW           | pozioma     |